# Scandale des saisies immobilières
Le scandale des saisies immobilières des États-unis, parfois appelé « foreclosure-gate », est une crise liée aux saisies immobilières consécutives à la crise des subprimes, saisies soupçonnées d'illégalité et de fraudes massives. Ce scandale suscite aux États-Unis non seulement une crainte financière pour l’avenir, mais aussi une indignation populaire. En effet, bien qu’il soit trop tôt pour tirer une conclusion, ce scandale nourrit l'idée que la crise des subprimes serait due non seulement à des négligences des prêteurs, mais à des pratiques frauduleuses, illégales. 

## Les prémices
La crise des subprimes naît de défaut de paiement, croissant, de la part d'emprunteurs qui ne peuvent plus faire face à leurs échéances. Les portefeuilles d'emprunts, titrisés par les prêteurs, se dévalorisent dans des proportions qui fragilisent  les bilans des banques et provoquent la crise. 
Parallèlement à ce phénomène qui provoque la fameuse crise, les saisies et les expulsions des emprunteurs défaillants commencent : les prêteurs font jouer les hypothèques. Certaines de ces saisies provoquent des litiges, des affaires sont portées en justice, et à cette occasion des anomalies et des fraudes se font jour. Ainsi fin septembre 2010, un employé d’une société d’hypothèques déclare avoir signé plus de 10 000 documents d’expropriation par mois, rythme excluant la possibilité de vérifier le contenu des dossiers et la légalité d'expulsions qui se comptent par dizaines de milliers. 
L'ampleur et la portée de ces anomalies sont diversement appréciées, de simple problème technique à crise, plus importante que celle des subprimes, dont le coût pour les banques se chiffrerait en centaines de milliards de pertes et dédommagements.

## Les irrégularités
Les problèmes sont divers ; des biens sont saisis alors que les propriétaires ont déjà tout remboursé, ou bien n'avaient même rien emprunté. Parfois deux prêteurs différents affirment être les détenteurs de l'hypothèque. Il apparaît alors certaines pratiques douteuses voire frauduleuses :
- « robot-signing » : des employés ont été chargés de centaines de dossiers par jour, un volume incompatible avec la vérification réelle des éléments qu'ils étaient chargés de vérifier et certifier ;
- utilisation d'un système d'enregistrement des transactions portant sur les prêts et les garanties, le Mortgage Electronic Registration System (MERS), qui s'avère poser quantité de problèmes juridiques ;
- fraude éventuelle sur le contenu des dossiers de prêts : la titrisation était basée sur un système de cotation du risque de défaut des emprunteurs, en fonction des caractéristiques de son dossier ; les portefeuilles de prêts titrisés contenant, entre autres, des emprunts censés être à faible risque. Or il est possible que trop d'emprunts aient été sur-cotés (les emprunteurs présentaient plus de risques qu'annoncé : annoncés comme « prime » ou « subprime », ils auraient été en réalité de catégorie « junk »). Les prêteurs n'auraient pas appliqué leurs propres règles, il est même possible que l'utilisation de procédures laxistes ait été un moyen d'éviter les contrôles : on serait alors en présence d'une véritable fraude.

Certaines de ses anomalies sont suffisantes pour que des saisies soient annulées par la justice, et le problème est assez grave pour que des organismes imposent un moratoire sur les saisies. 
Les prêteurs, des organismes importants dont la faillite provoquerait une nouvelle crise, sont potentiellement en danger. 
- Ils sont attaqués par des fonds et autres banques qui ont acheté les portefeuilles de prêts qu'ils avaient titrisés ; ces opérateurs cherchent à se faire rembourser leurs pertes dans le cadre de la crise des subprimes, au motif qu'on leur aurait vendu des portefeuilles de prêt n'ayant pas les caractéristiques alléguées.
- Si la justice estime que les prêteurs (ou les organismes qui ont acheté des portefeuilles de crédits) ont utilisé des procédés interdits, ils peuvent perdre leurs hypothèques voire tout droit sur l'emprunteur[4], ou se faire condamner à des amendes et pénalités colossales comme on en voit dans les « class-actions » aux USA.